# Маркування Баттенберг
Маркування Баттенберг — шаблон маркування високої видимості, який використовується в основному на транспортних засобах екстрених служб ряду європейських країн, Австралії, Нової Зеландії і Гонконгу. Назва походить від схожості на торт «Баттенберг».

## Історія
Маркування Баттенберг було розроблене в середині 1990-х у Великій Британії департаментом наукового розвитку поліції (нині департамент наукового розвитку Міністерства внутрішніх справ). Спочатку було розроблене для поліції Сполученого Королівства, для використання на патрульних машинах, проте з тих пір приватні організації та громадянські екстрені служби почали використовувати розмітку.
Завданням було створити маркування для транспортних засобів поліції, яке було б помітним і в денний час, і під світлом фар, на відстані 500 м, і чітко позначало поліцейську машину.

## Видимість
Маркування Баттенберг використовує чергування контрастних світлих і темних кольорів, щоб збільшити видимість для людського ока.
Маркування зазвичай має два ряди прямокутників з двох кольорів, що чергуються, як правило, починаючи з жовтого у верхніх кутках, уздовж сторін. Однак іноді використовується один рядок.
Маркування може викликати камуфляжний ефект і розмивати краї автомобіля. Щоб уникнути цього, треба дотримуватись таких правил:
- Прямокутники не повинні бути занадто маленькими, як мінімум 6×3 см (зазвичай рядок складається з семи прямокутників - непарне число дозволяє починати і закінчувати рядок одним і тим же кольором).
- Контур транспортного засобу повинен бути чітко позначений флуоресцентною стрічкою уздовж даху.
- Не рекомендується використовувати більш ніж два рядки
- Потрібно уникати гібридних маркувань[4].

Маркування Баттенберг не використовують на задній частині автомобіля. Замість цього іноді використовують різнокольорові шеврони, спрямовані вгору й розташовані один над одним.

## Використання за країною

### Велика Британія

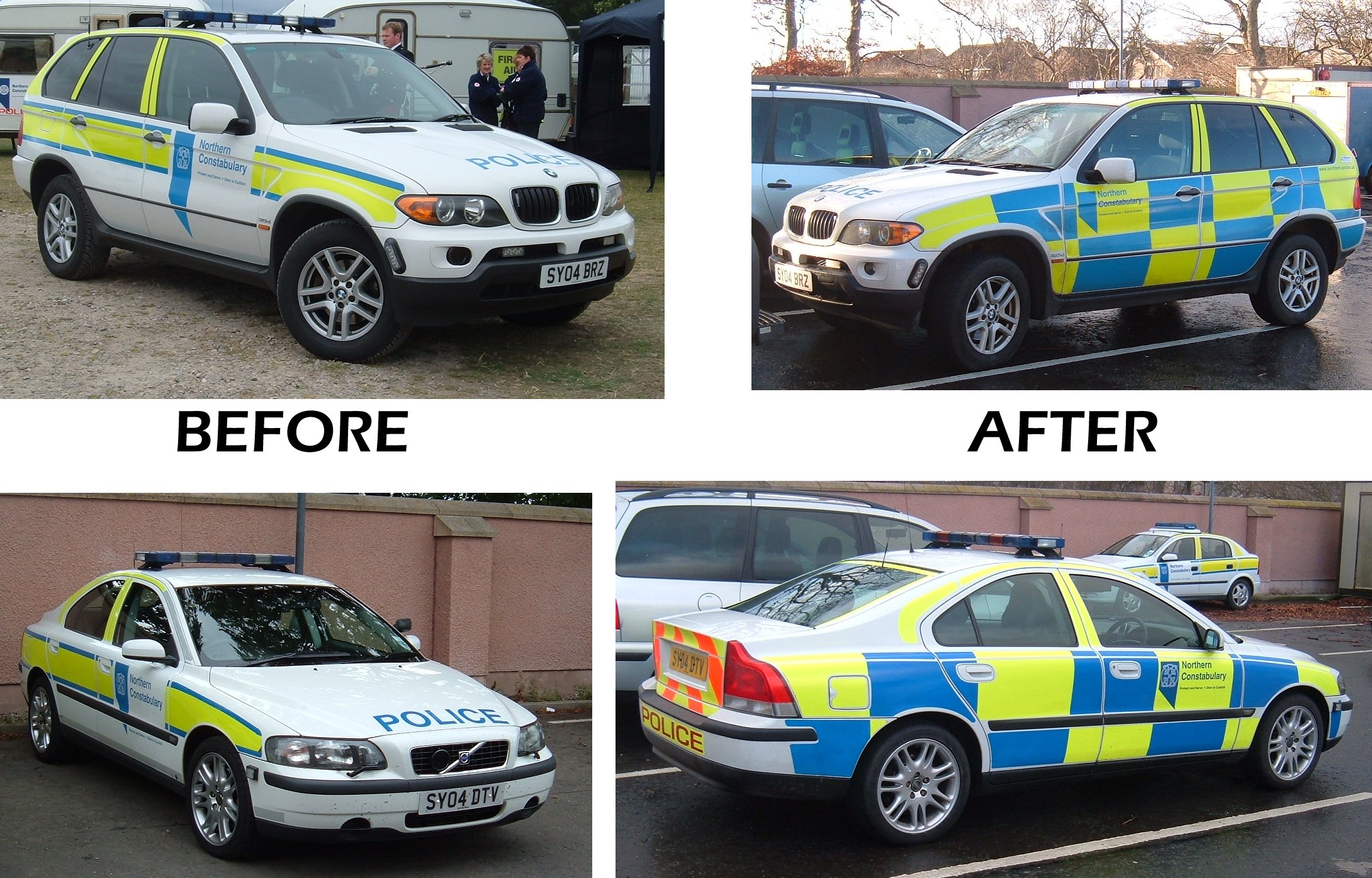
Британські поліцейські машини до і після введення маркування Баттенберг

Більшість екстрених служб Великої Британії використовують цю розмітку на своїх транспортних засобах з 2003 року. Для кожної служби існує своя комбінація кольорів.
| Маркування | Служба                             | Кольори                  |
| ---------- | ---------------------------------- | ------------------------ |
|            | Поліція                            | Жовтий і блакитний       |
|            | Швидка допомога і лікар            | Жовтий і зелений         |
|            | Пожежна служба та служба порятунку | Жовтий і червоний        |
|            | Національна служба донорів         | Жовтий і помаранчевий    |
|            | Агентство автодоріг                | Жовтий і чорний          |
|            | Залізнична служба                  | Блакитний і помаранчевий |
|            | Гірська служба порятунку           | Білий і помаранчевий     |
|            | Морська охорона Її Величності      | Жовтий і темно-синій     |

### Гонконг
В Гонконзі теж використовують маркування Баттенберг:
| Маркування | Служба               | Кольори            |
| ---------- | -------------------- | ------------------ |
|            | Поліція              | Жовтий і блакитний |
|            | Деякі машини поліції | Білий і блакитний  |
|            | Пожежна служба       | Жовтий і зелений   |
|            | Пожежна служба       | Жовтий і червоний  |
|            | Пожежна служба       | Білий і червоний   |
|            | Швидка допомога      | Жовтий і зелений   |

### Ірландія
В  Ірландії схожа з Великою Британією система, однак з деякими відмінностями:
| Маркування | Служба                      | Кольори              |
| ---------- | --------------------------- | -------------------- |
|            | Поліція                     | Жовтий і блакитний   |
|            | Швидка допомога             | Жовтий і зелений     |
|            | Пожежна служба              | Жовтий і червоний    |
|            | Громадська оборона Ірландії | Синій і помаранчевий |

### Нова Зеландія
Поліція Нової Зеландії використовує жовто-блакитну розмітку для своїх транспортних засобів. До жовтня 2008, помаранчевий і блакитний використовувались для транспортних засобів із звичайними цілями, в той час як жовтий і блакитний використовувались для дорожньої поліції.

### Швеція
Спочатку транспортні засоби шведської поліції були пофарбовані в чорно-білій гамі, оскільки це було необхідно через сніг. У 2005 машини почали фарбувати в жовто-блакитну гаму за зразком маркування Баттенберг. Пізніше таку розмітку почали застосовувати на автомобілях служби утримання доріг, потім ця служба отримала власну розмітку — синьо-помаранчеву. Маркування Баттенберг застосовується також у швидкій допомозі та пожежній службі.
| Маркування | Служба          | Кольори              |
| ---------- | --------------- | -------------------- |
|            | Поліція         | Жовтий і блакитний   |
|            | Швидка допомога | Жовтий і зелений     |
|            | Пожежна бригада | Жовтий і червоний    |
|            | Дорожня служба  | Синій і помаранчевий |

### Швейцарія
Перша служба швидкої допомоги, яка почала використовувати маркування Баттенберг — служба екстреної медичної допомоги в місті Цофінген. Використовувалось біло-червоне забарвлення. Пізніше Прикордонна служба Швейцарії стала використовувати лимонно-синю розмітку.

## Галерея

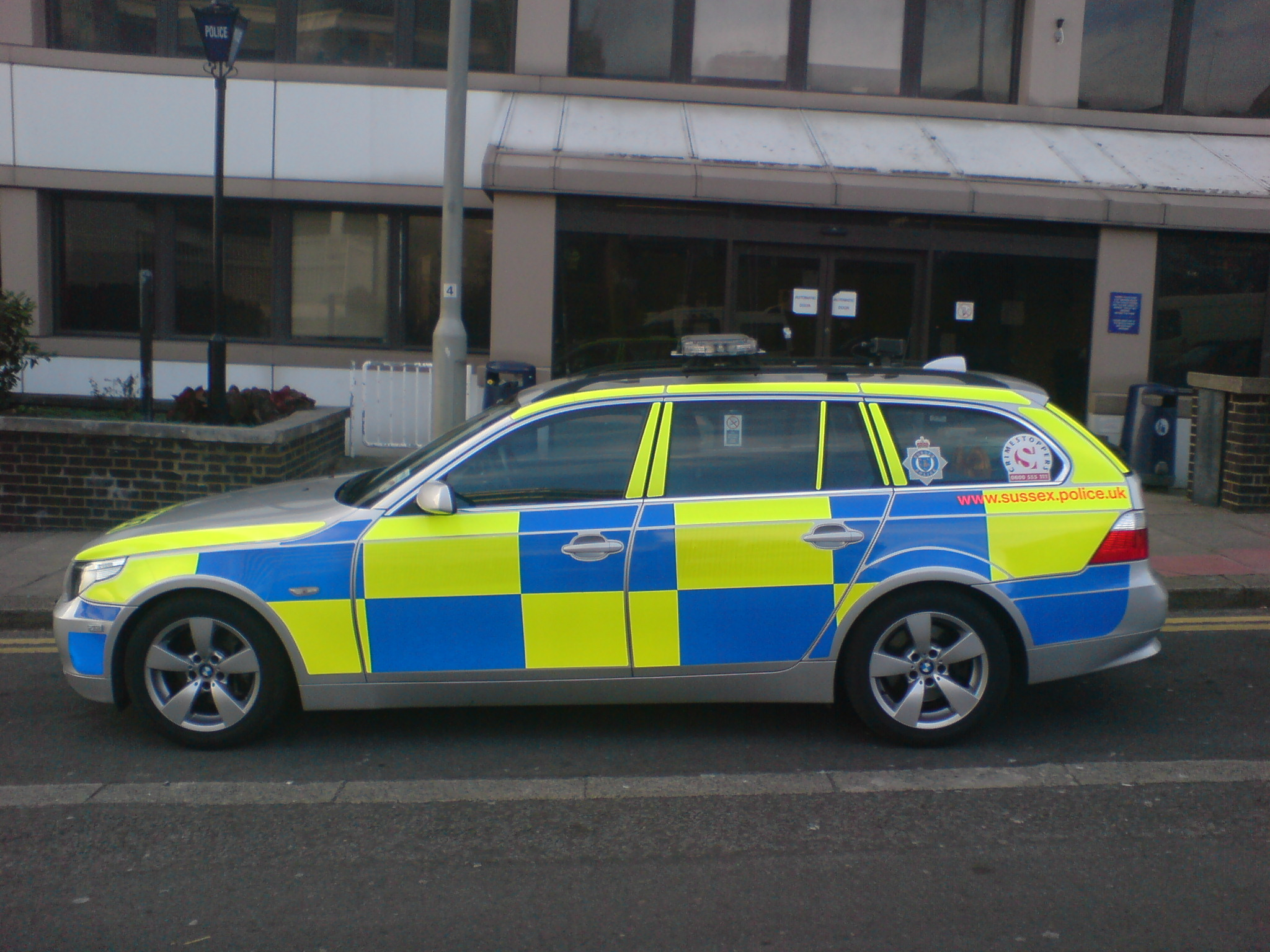
Поліцейська машина у Великій Британії
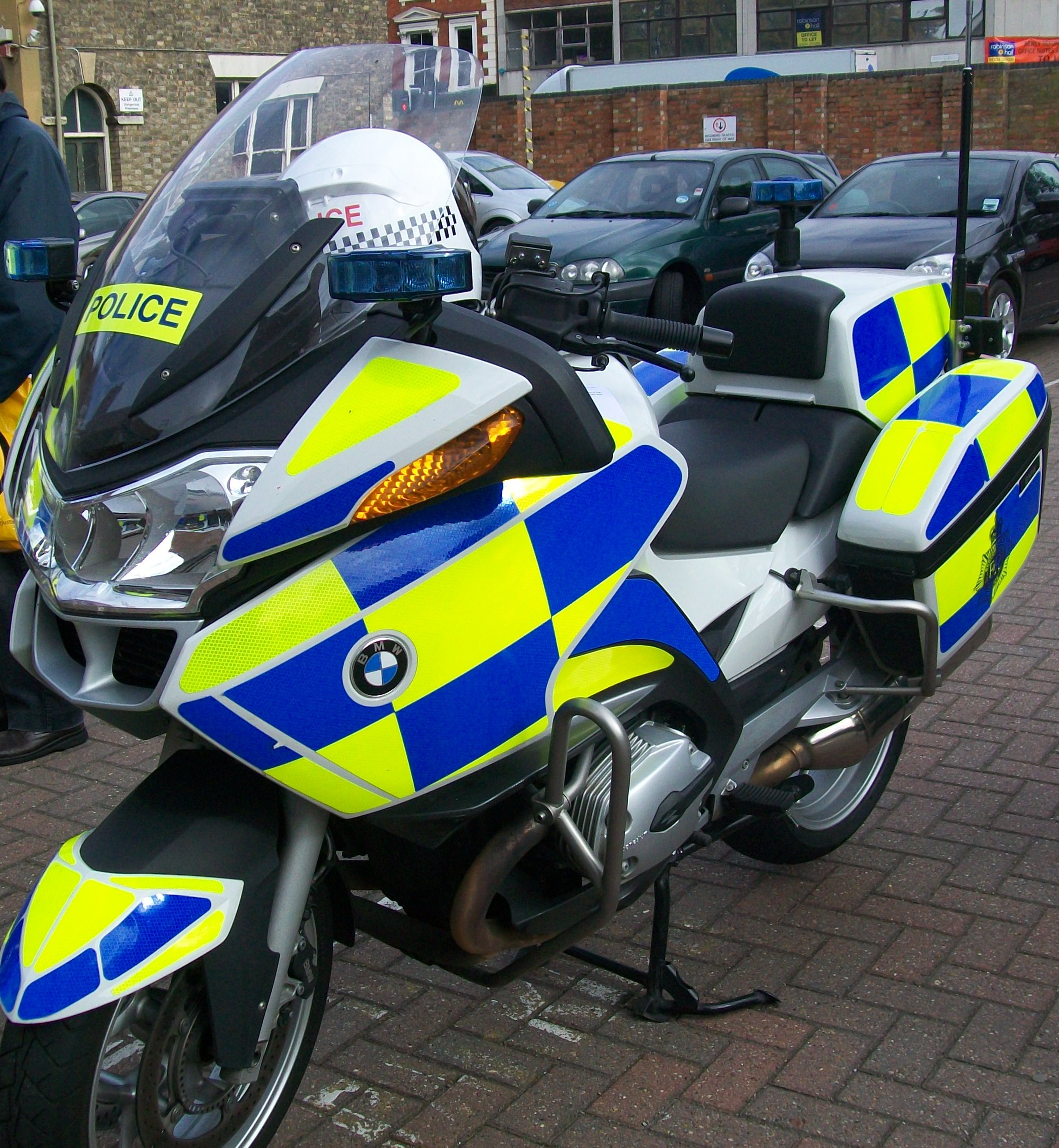
Поліцейський мотоцикл у Великій Британії
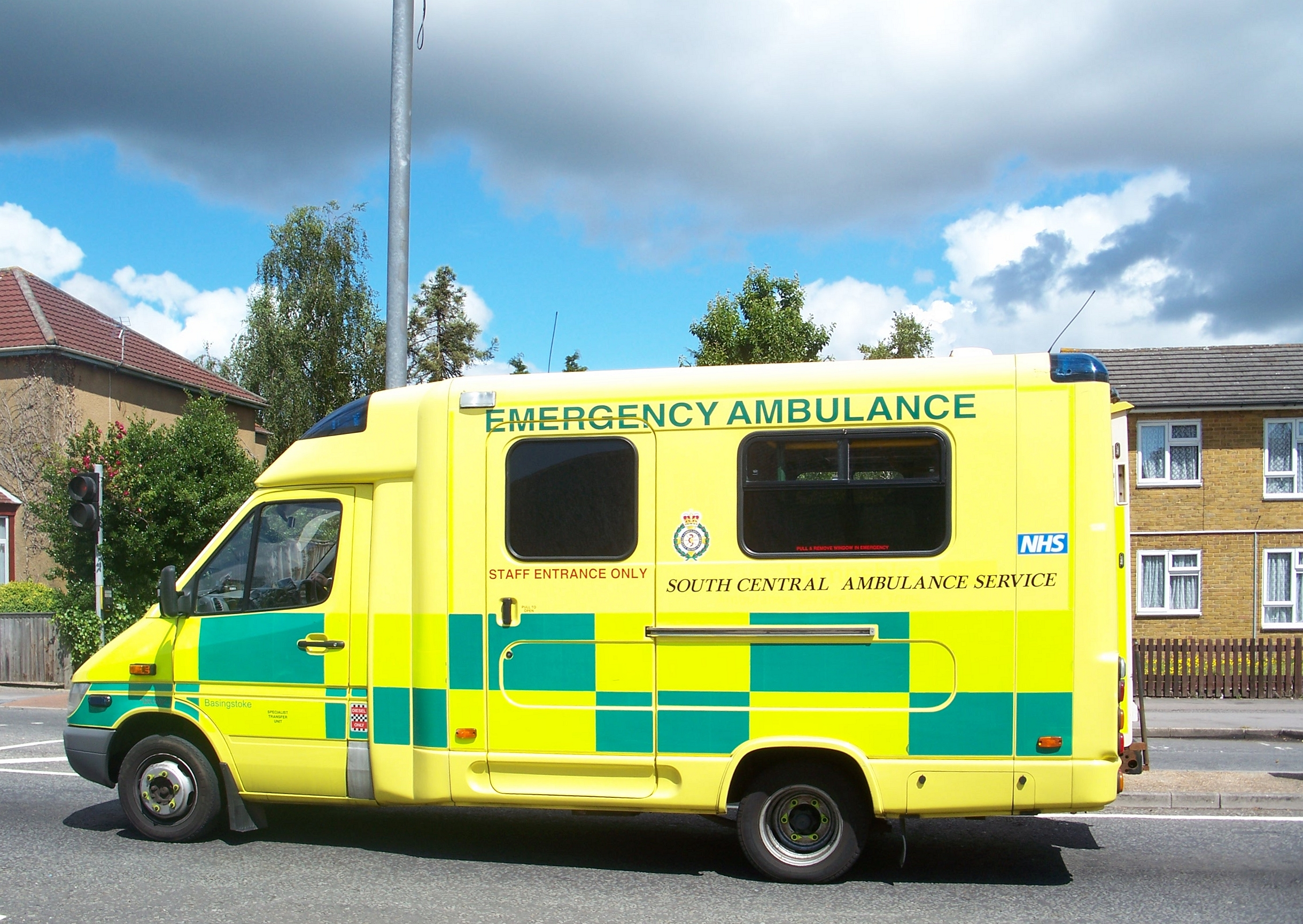
Швидка допомога у Великій Британії
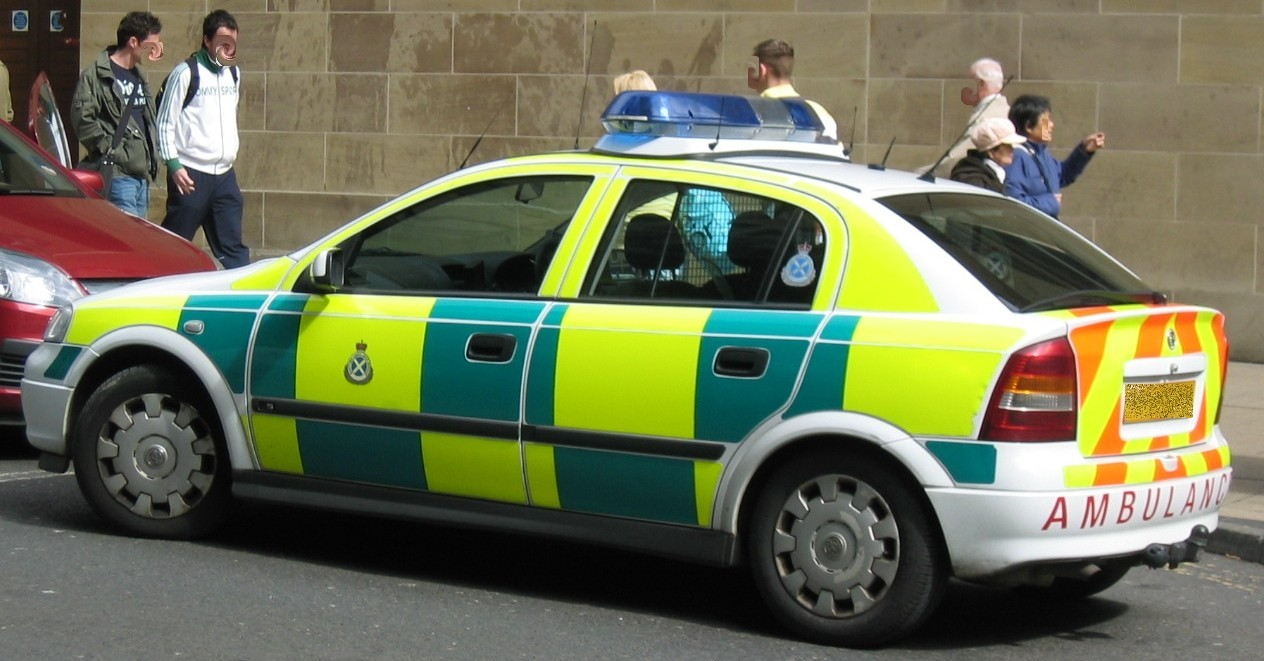
Машина швидкої допомоги у Великій Британії
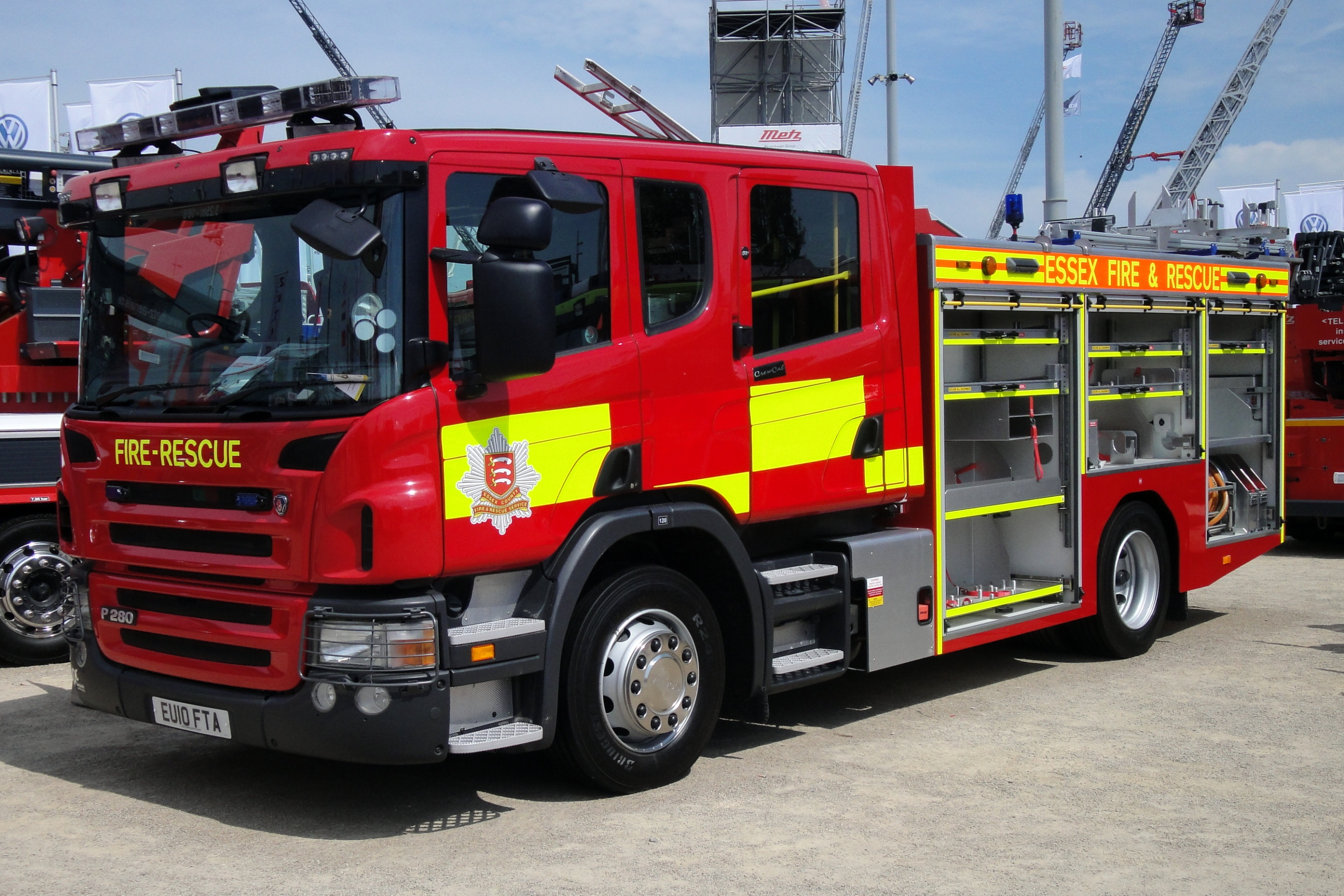
Пожежна машина у Великій Британії
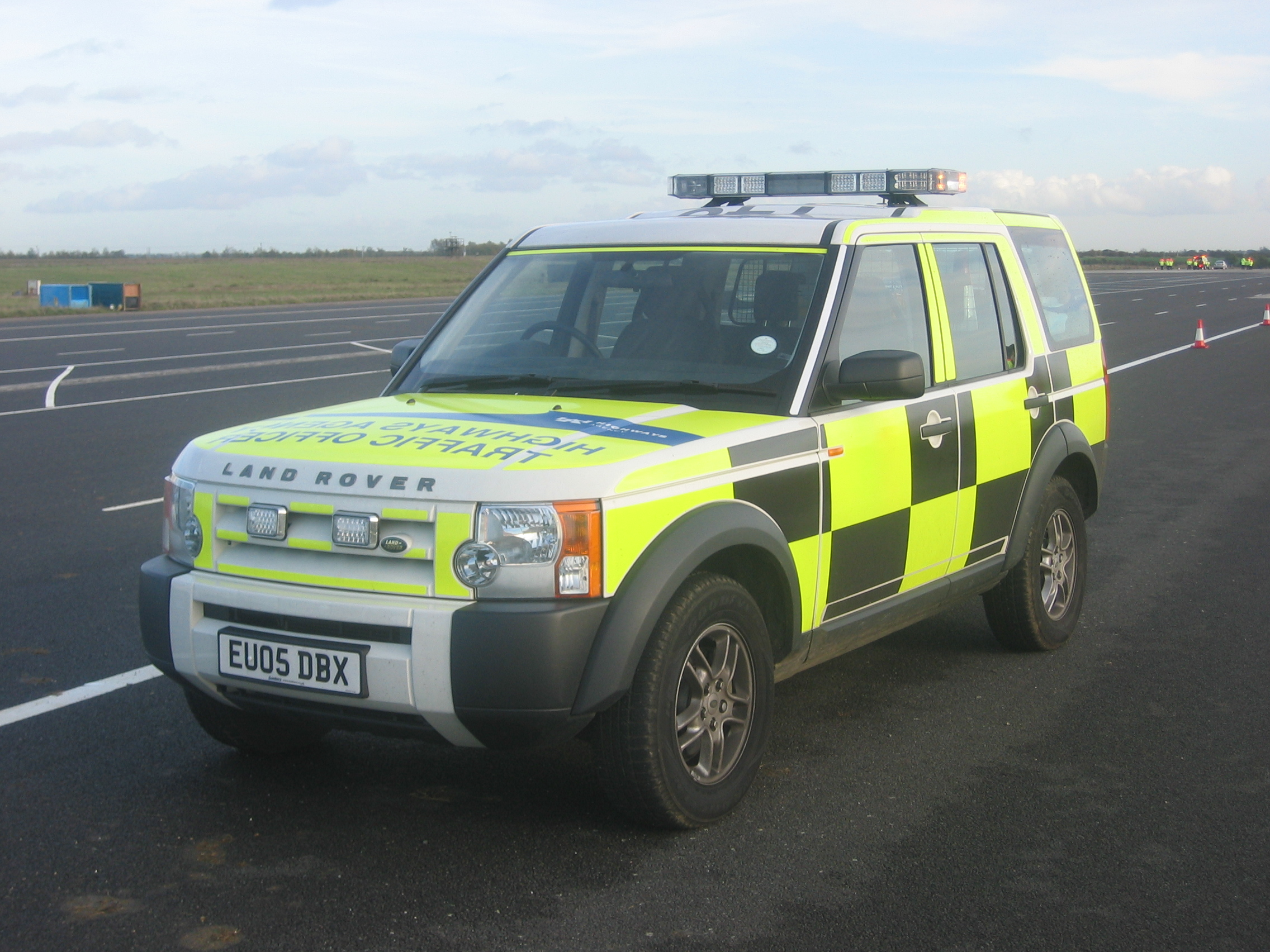
Машина Агентства автодоріг Великої Британії
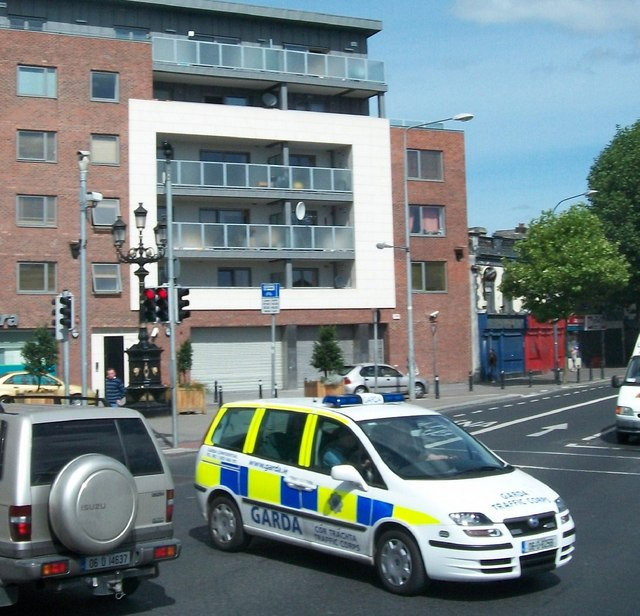
Поліцейська машина в Ірландії
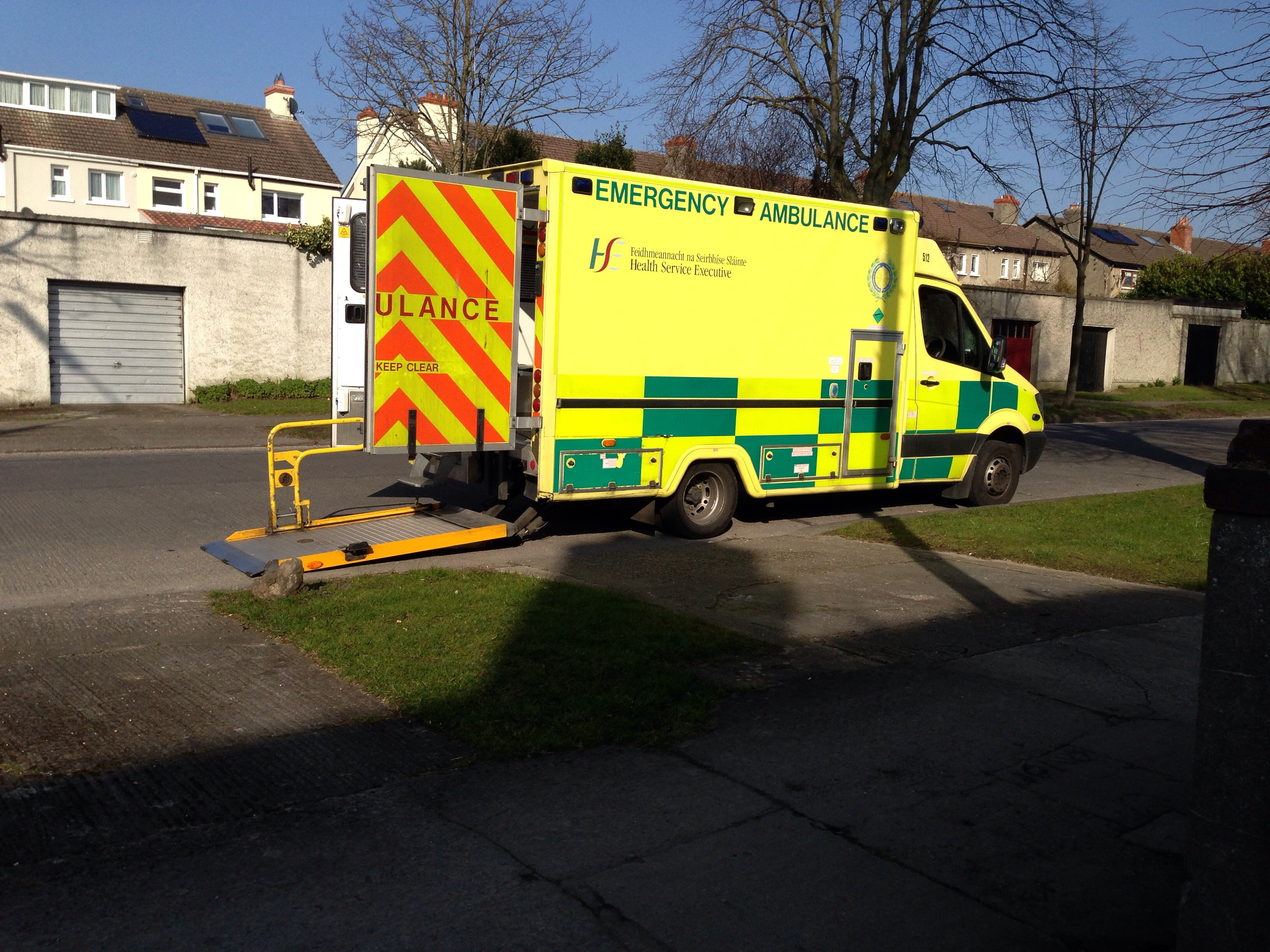
Швидка допомога в Ірландії
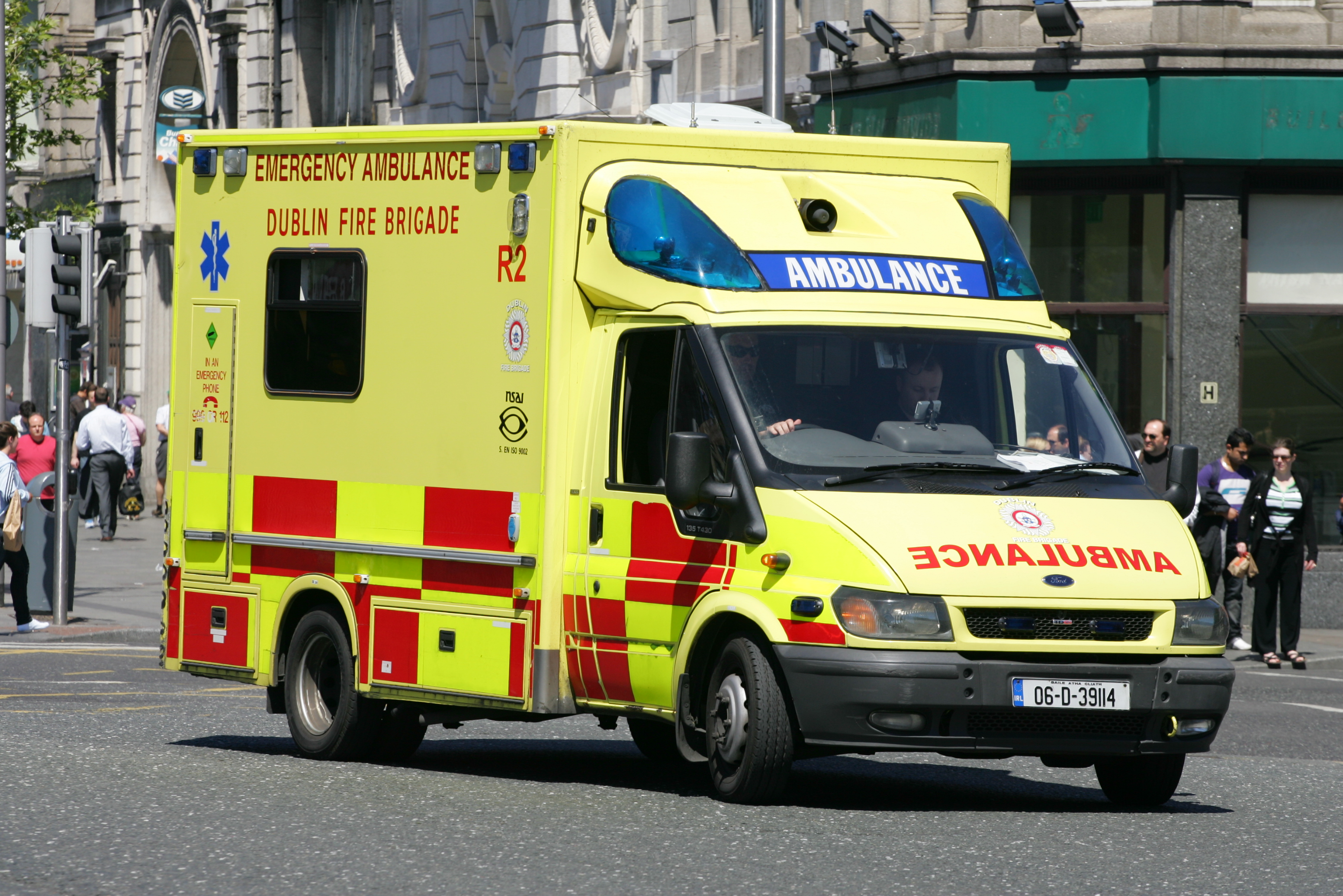
Пожежна швидка допомога в Ірландії
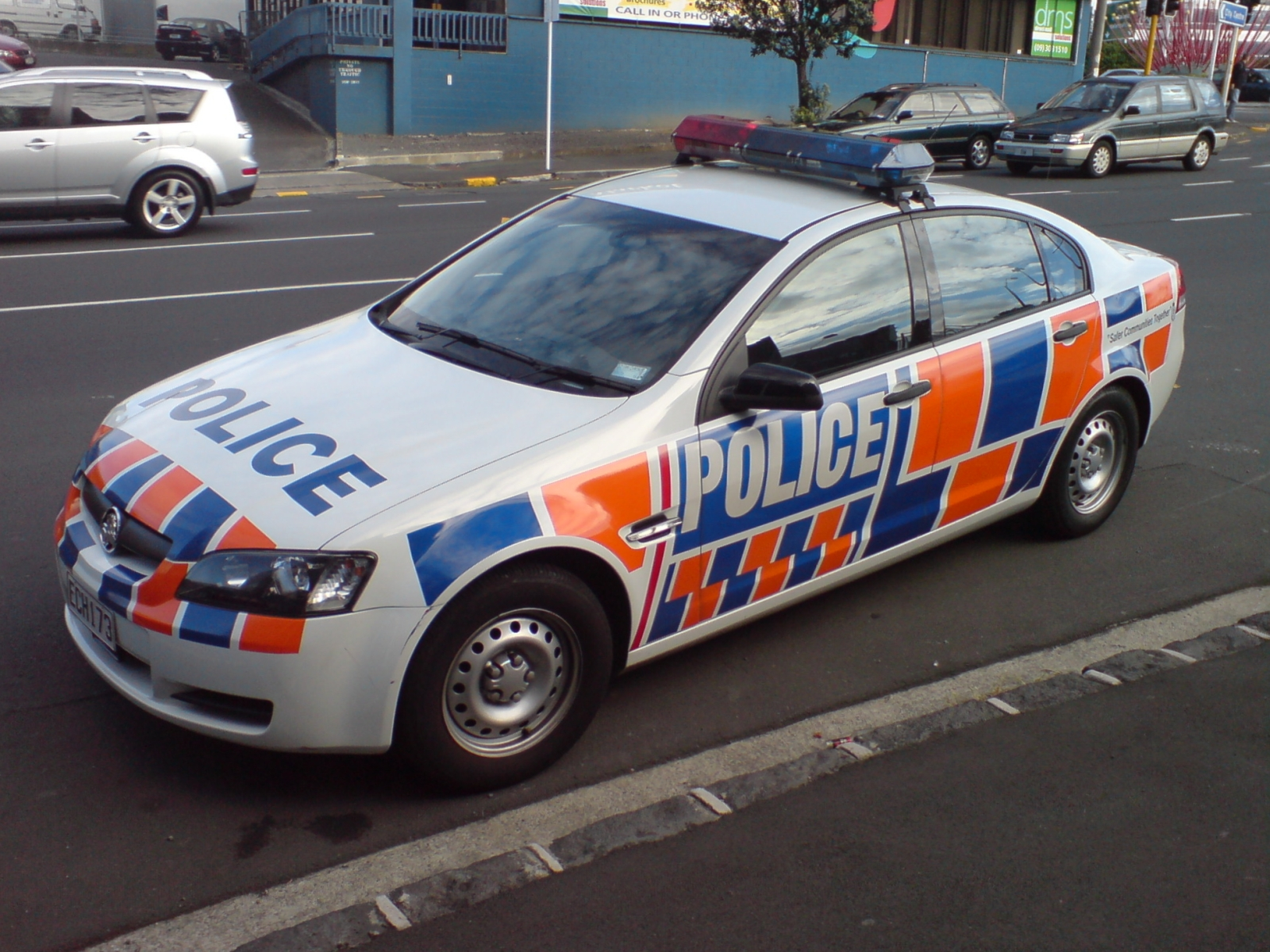
Поліцейська машина в Новій Зеландії
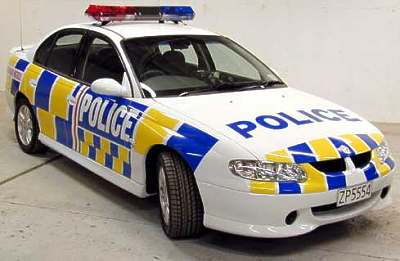
Машина дорожньої поліції в Новій Зеландії
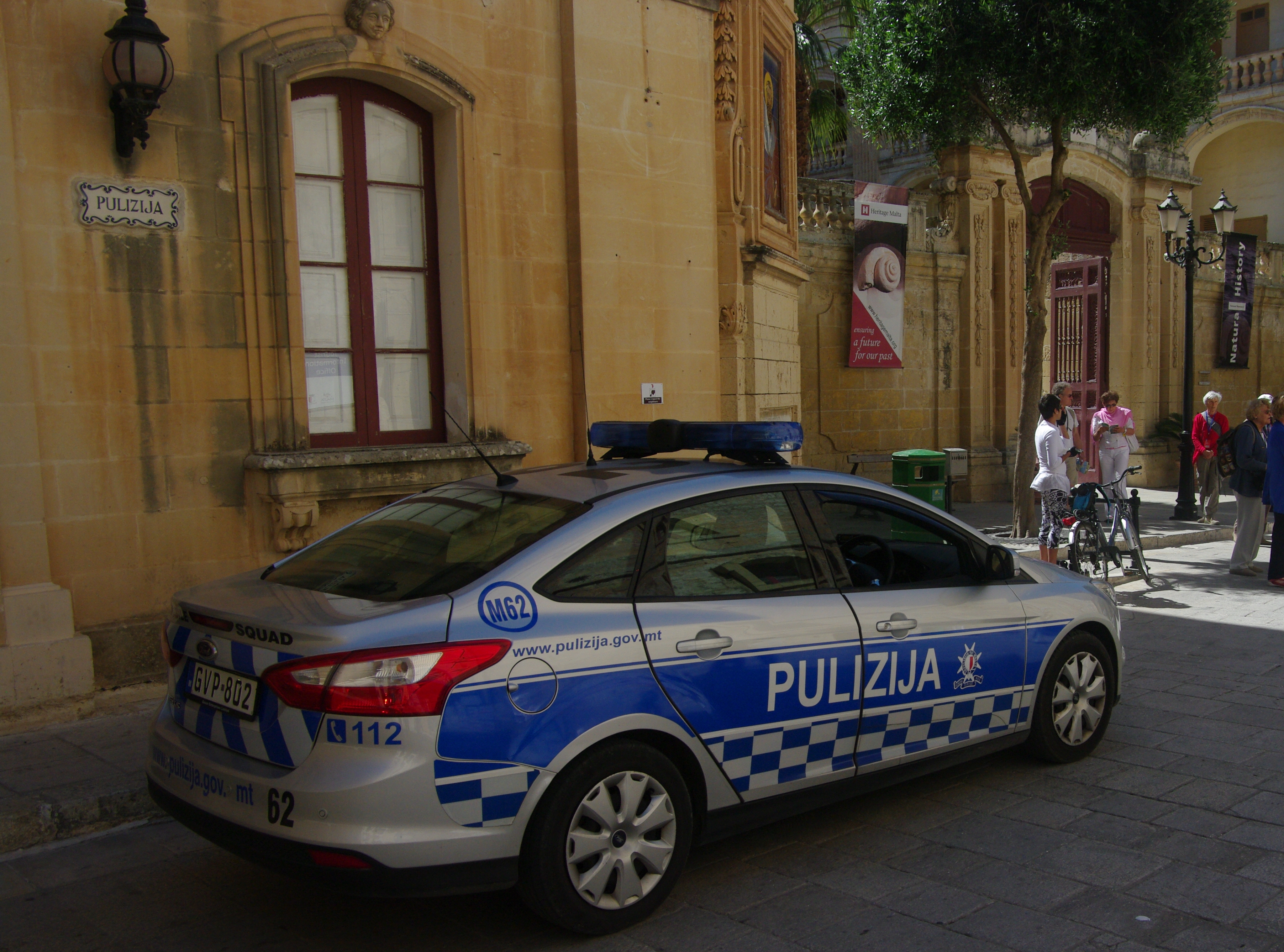
Поліцейська машина на Мальті
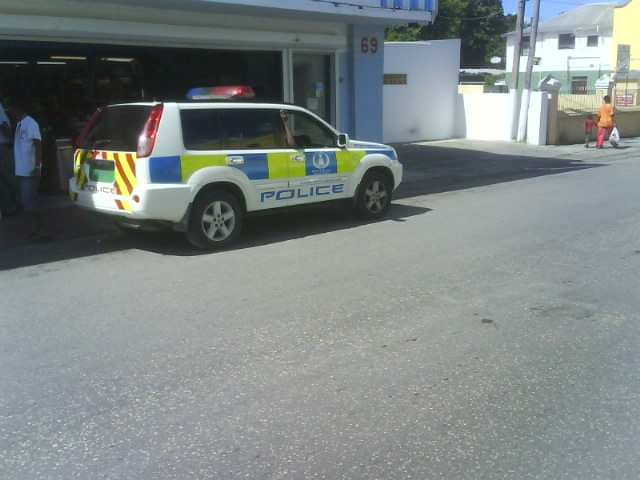
Поліцейська машина на Барбадосі
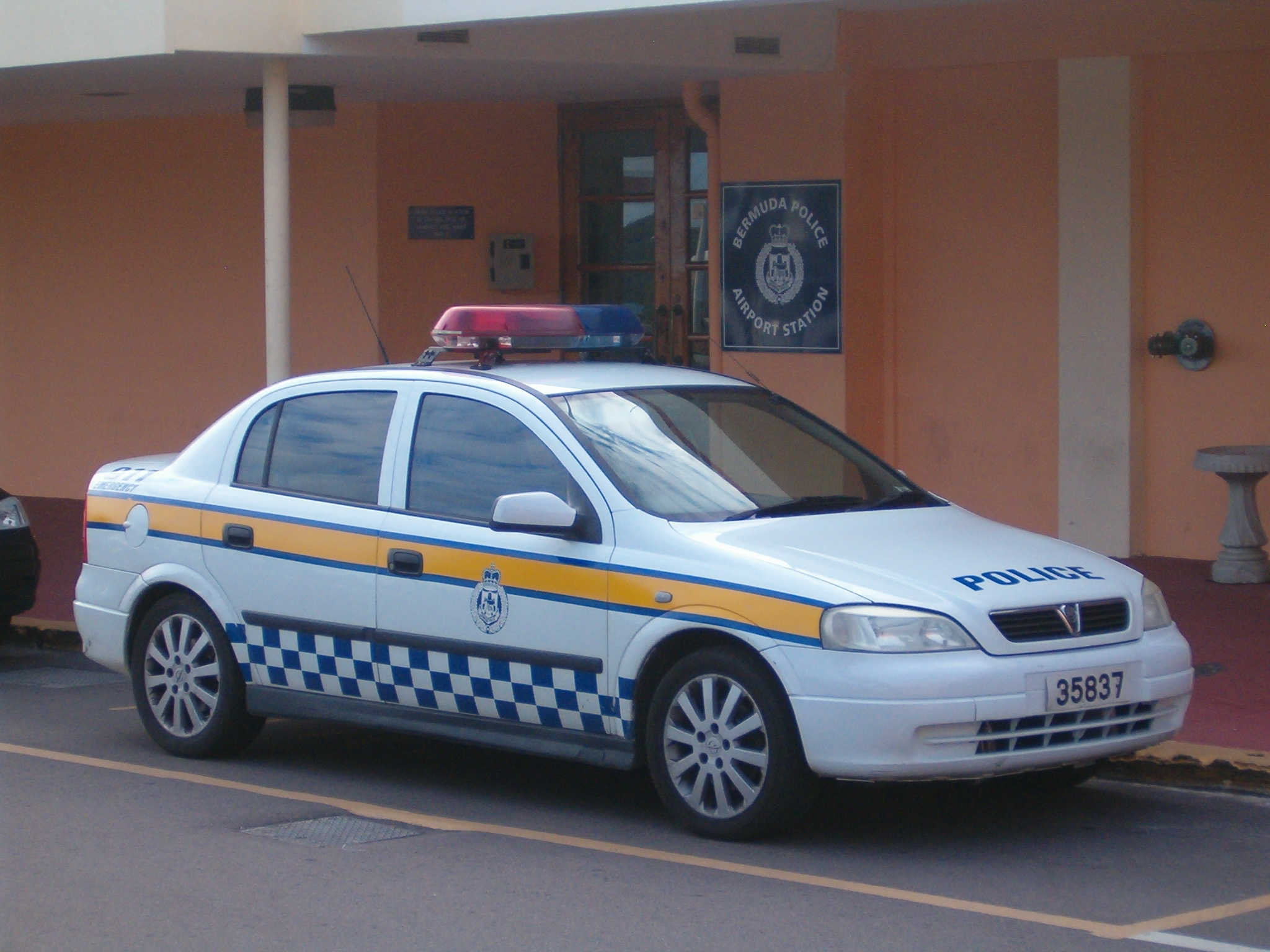
Поліцейська машина на Бермудських островах
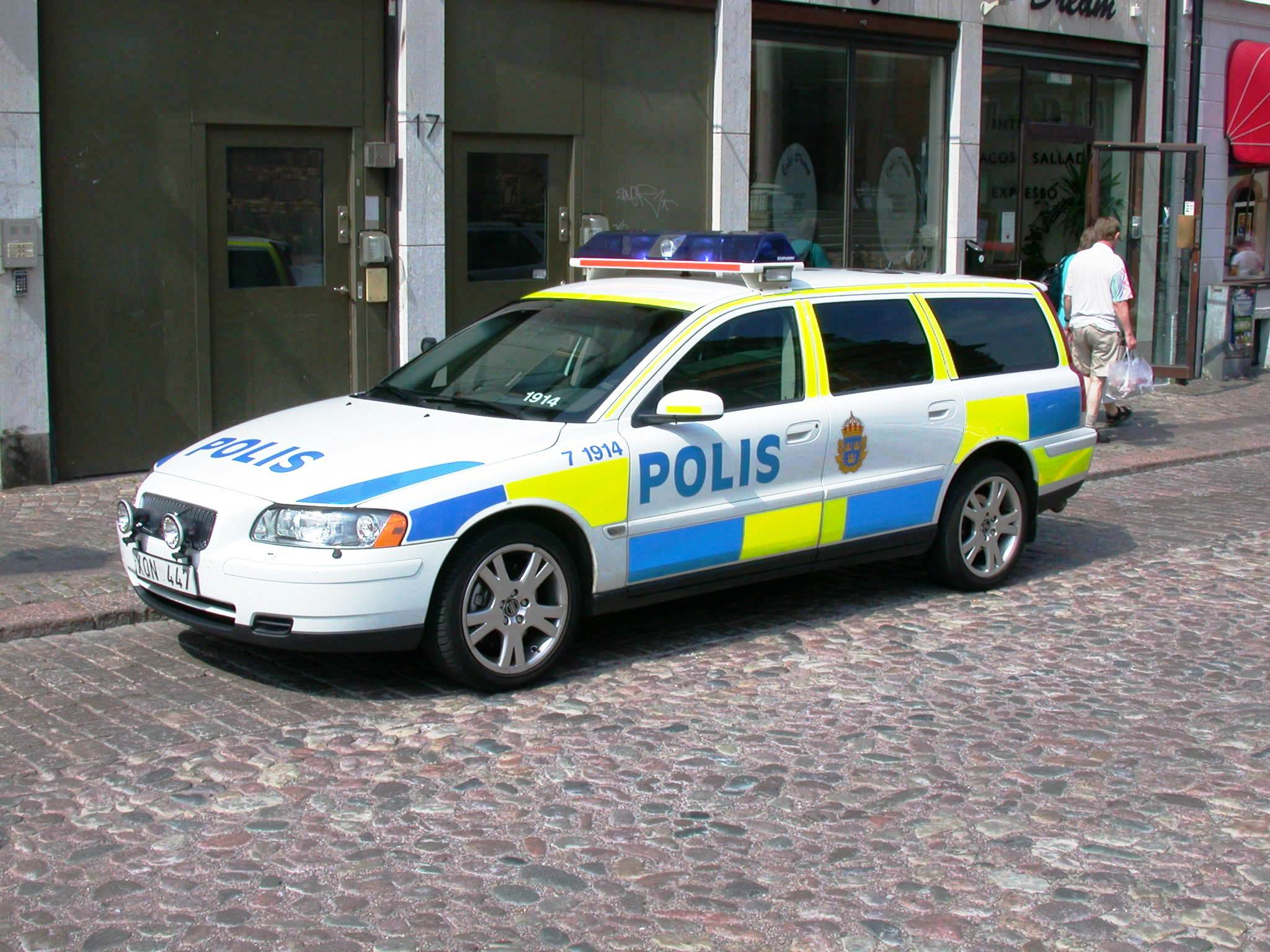
Поліцейська машина в Швеції
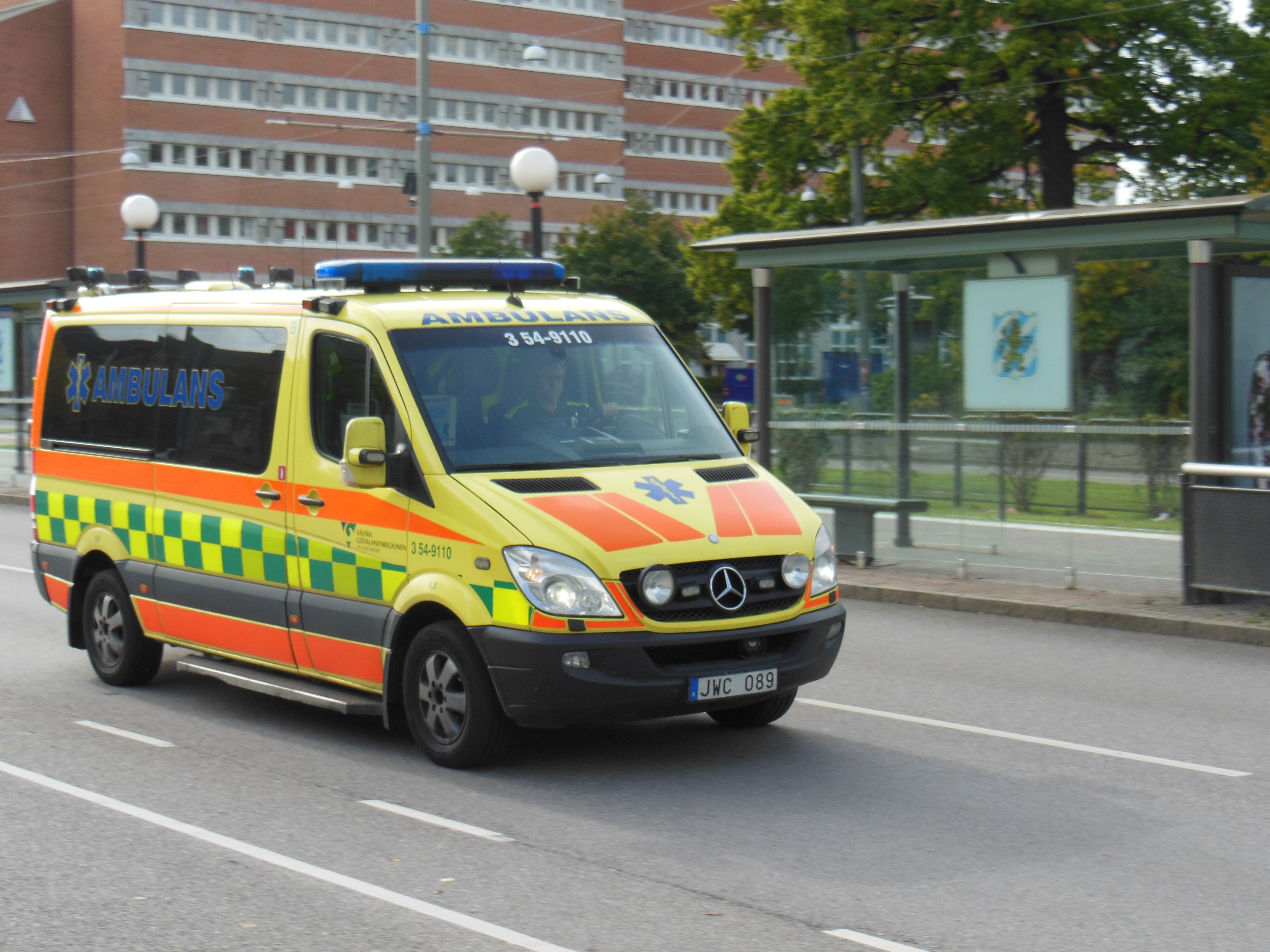
Швидка допомога в Швеції
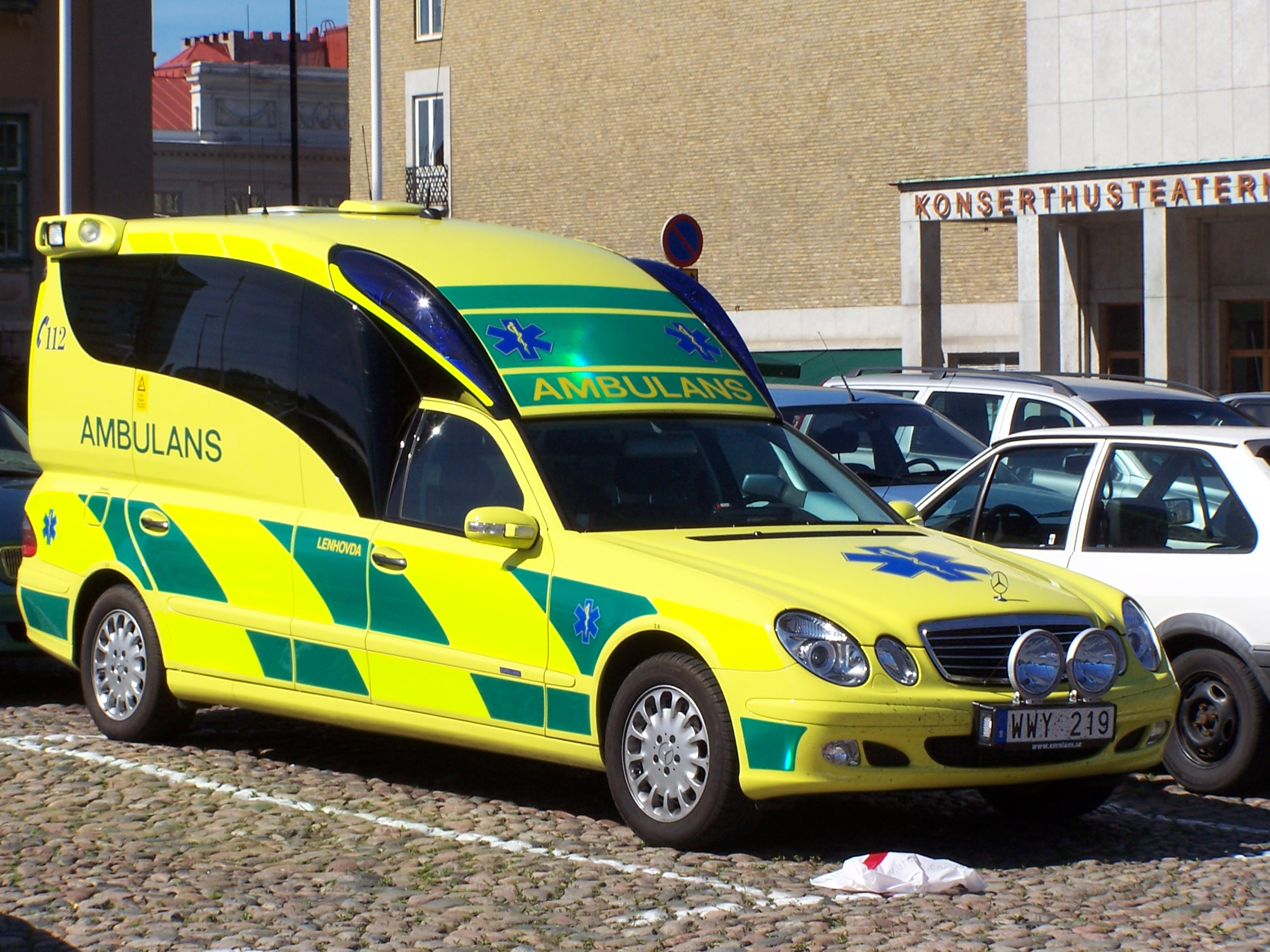
Машина швидкої допомоги в Швеції
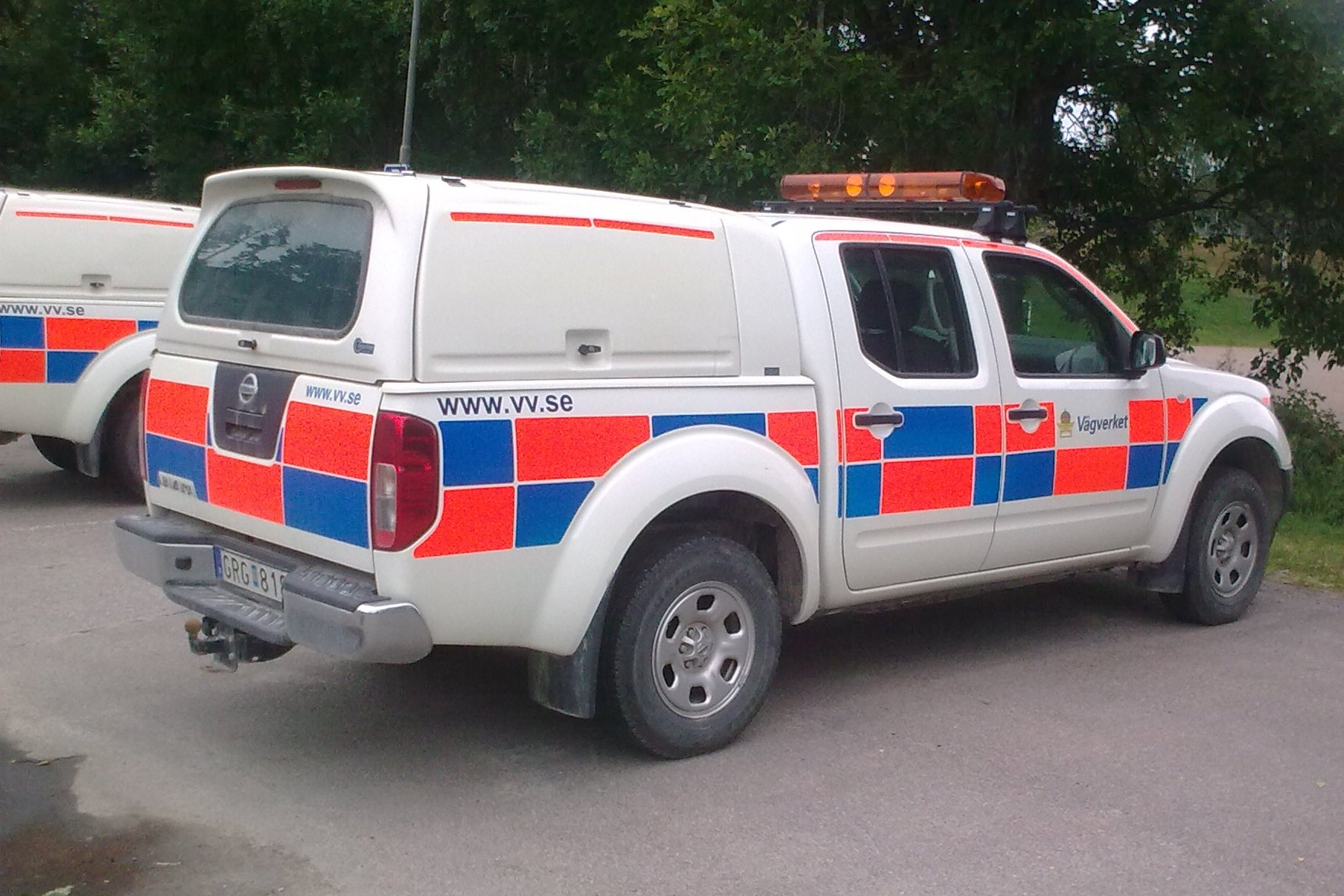
Машина Служби утримання доріг в Швеції
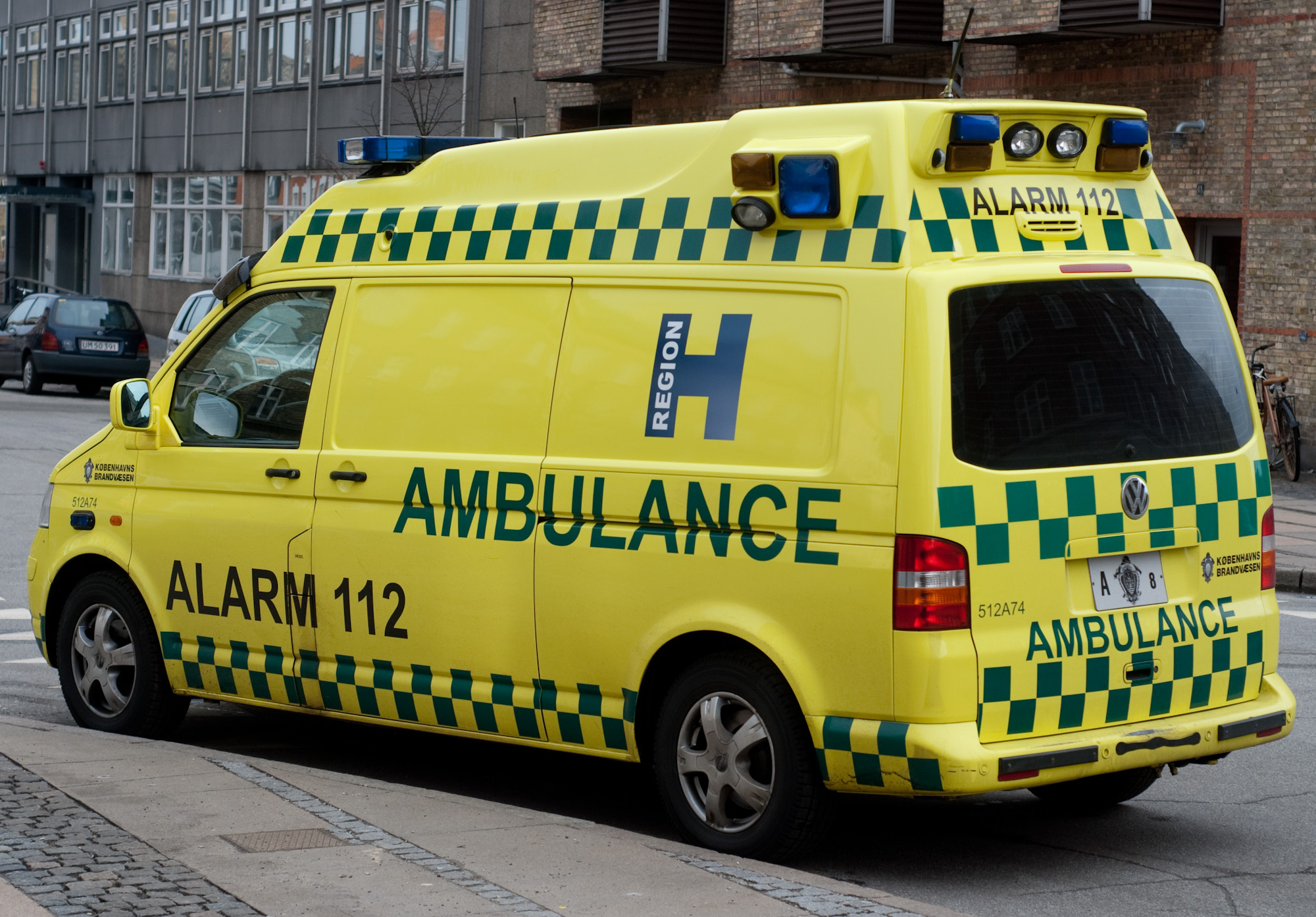
Швидка допомога в Данії
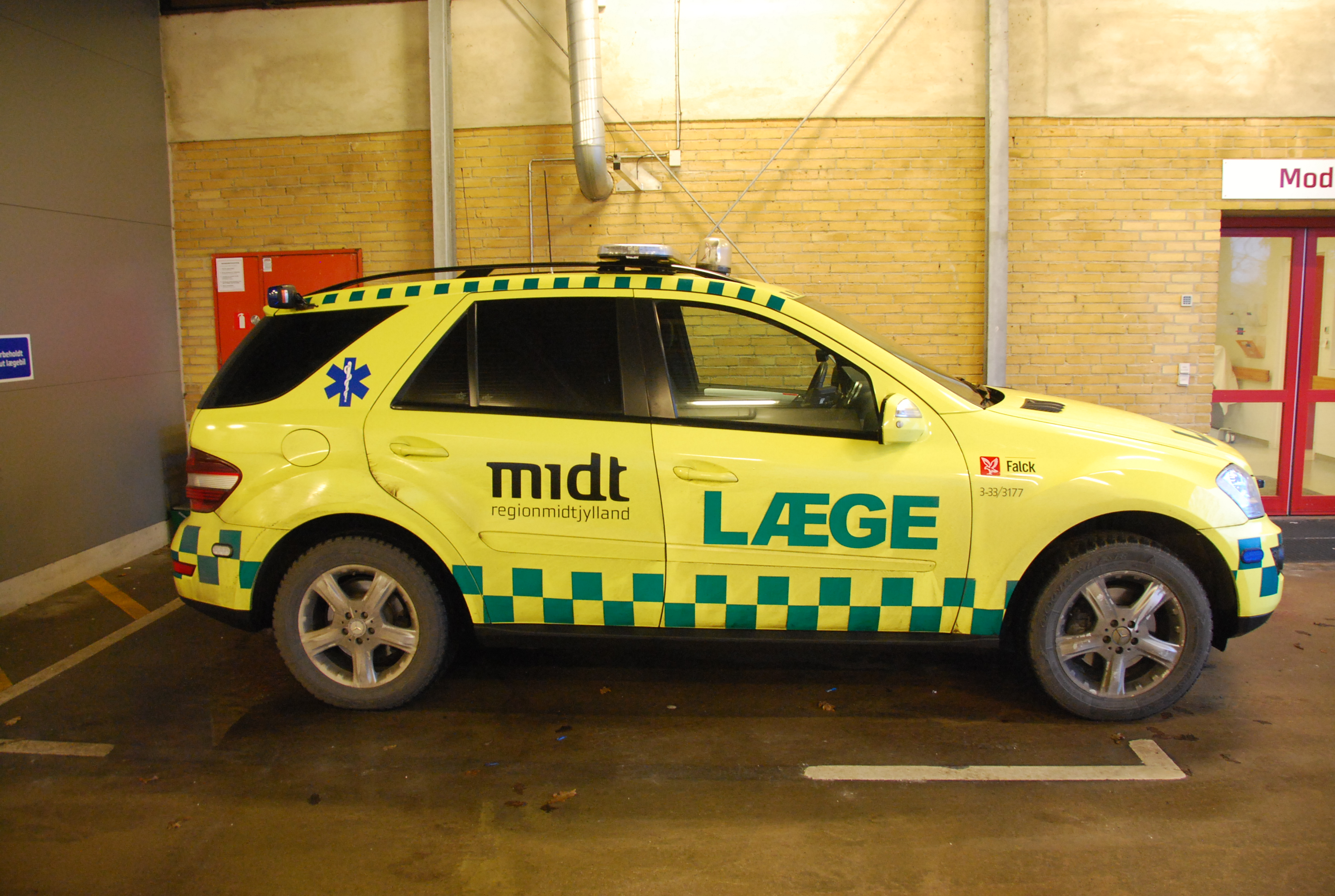
Машина швидкої допомоги в Данії
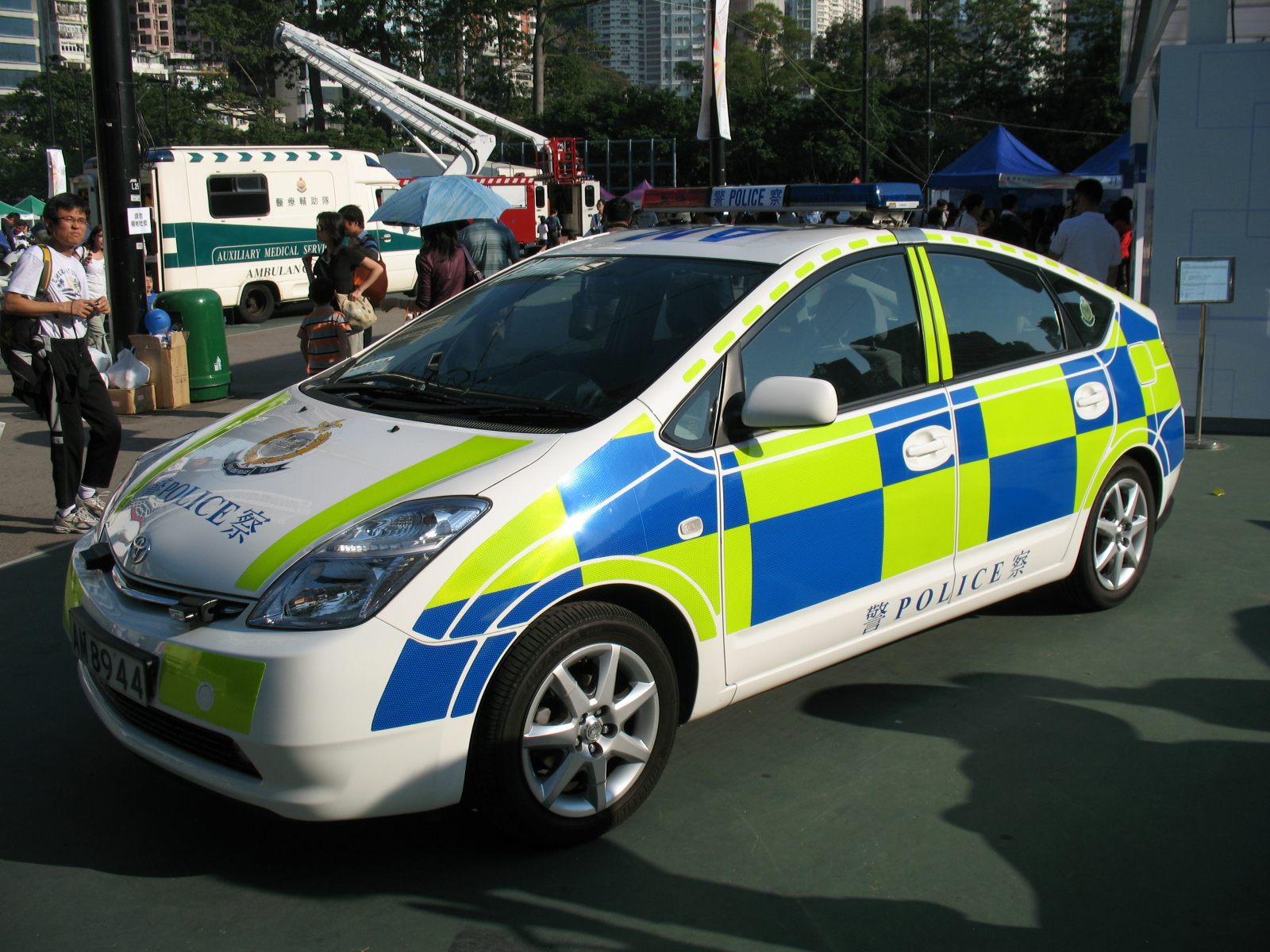
Поліцейська машина в Гонконзі
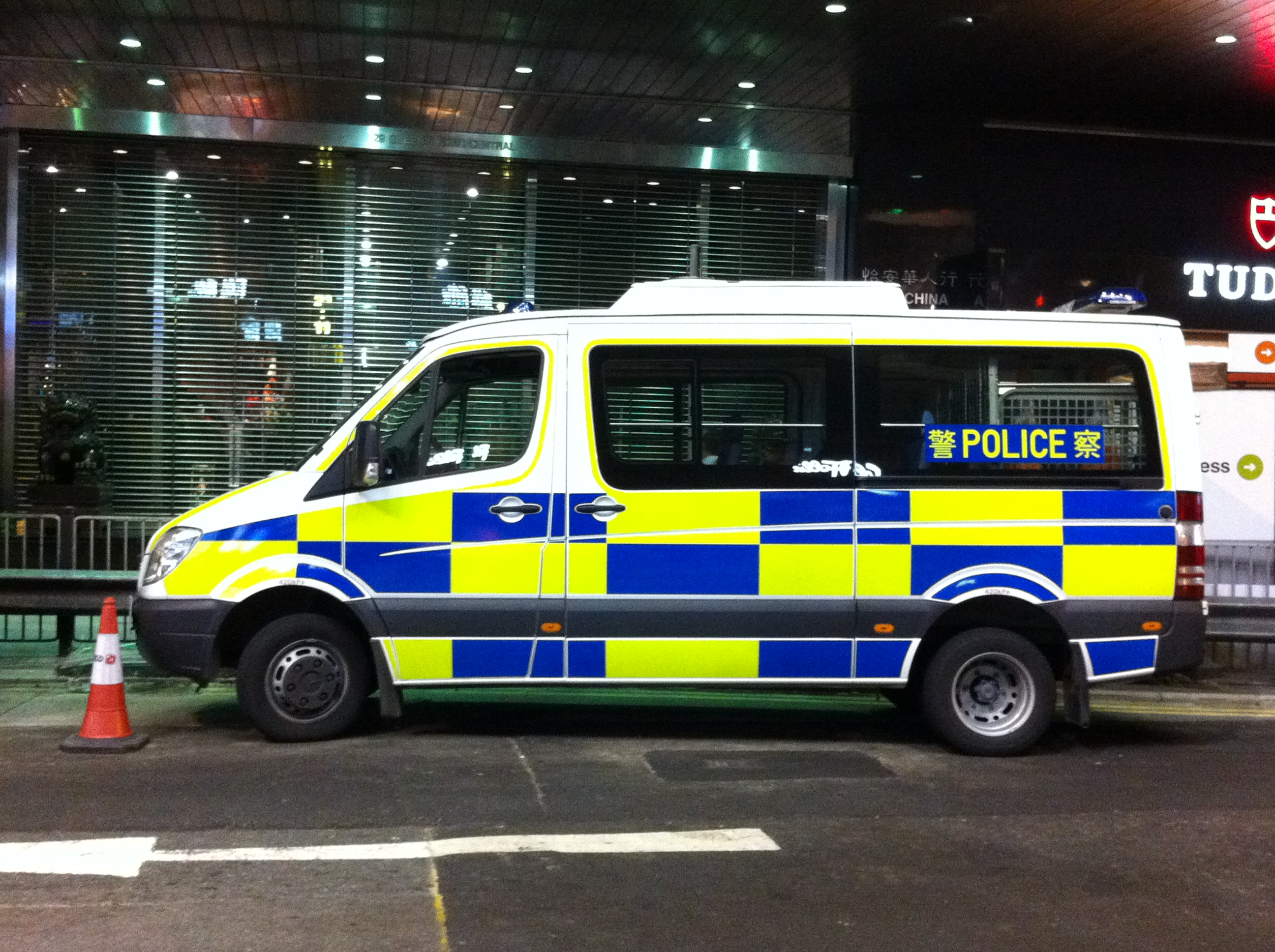
Поліцейський мікроавтобус в Гонконзі
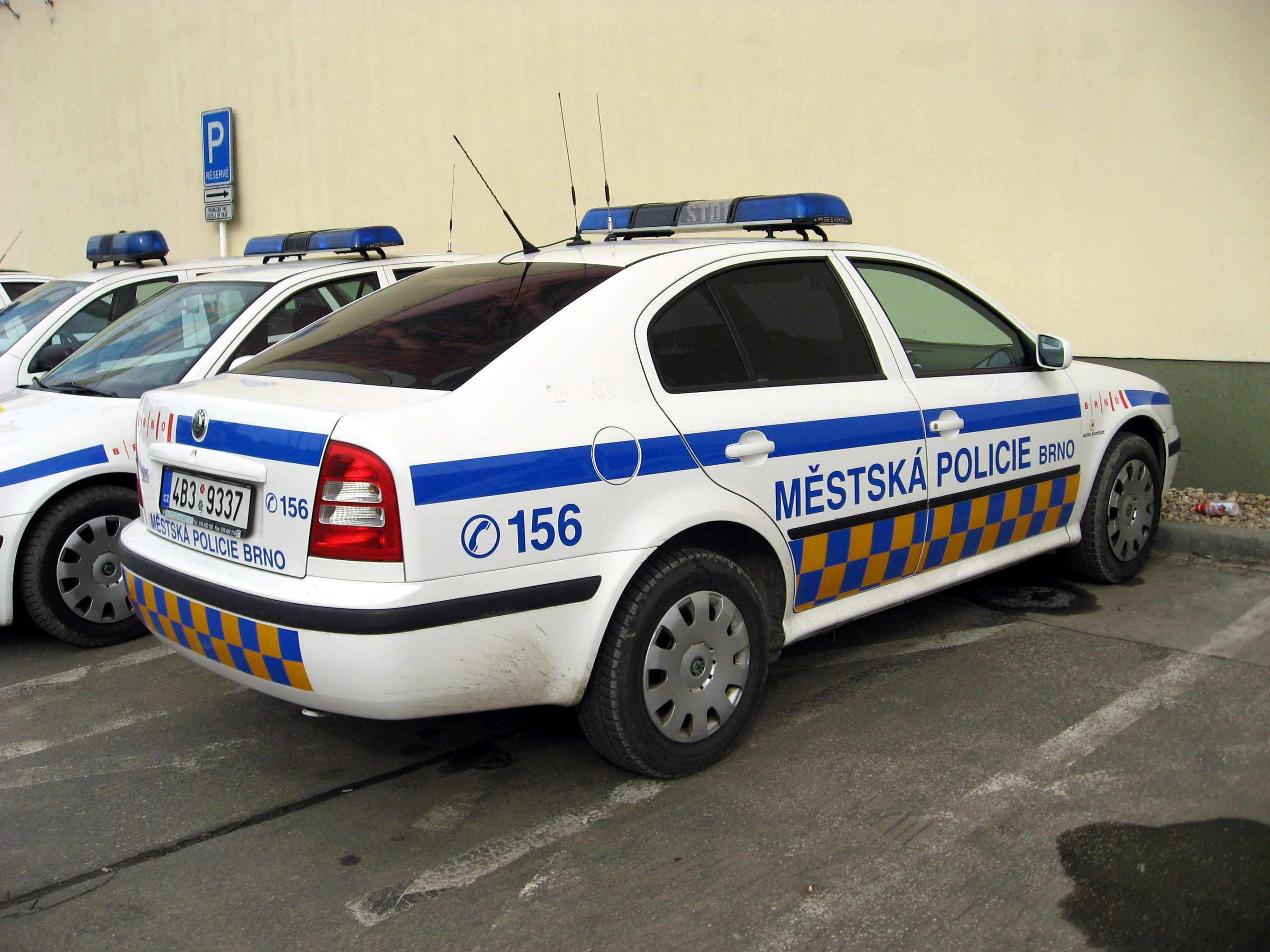
Поліцейська машина в Чехії
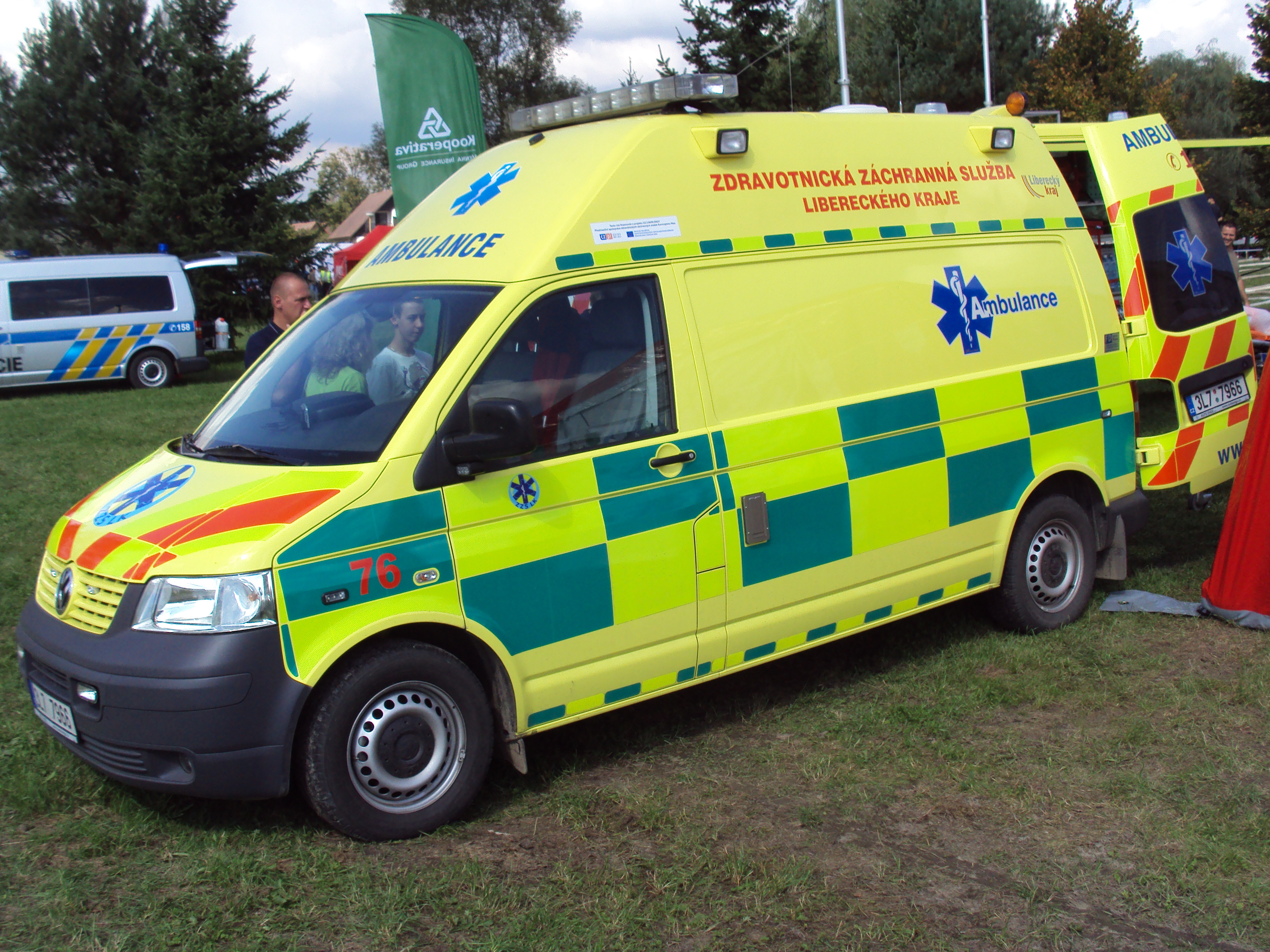
Швидка допомога в Чехії
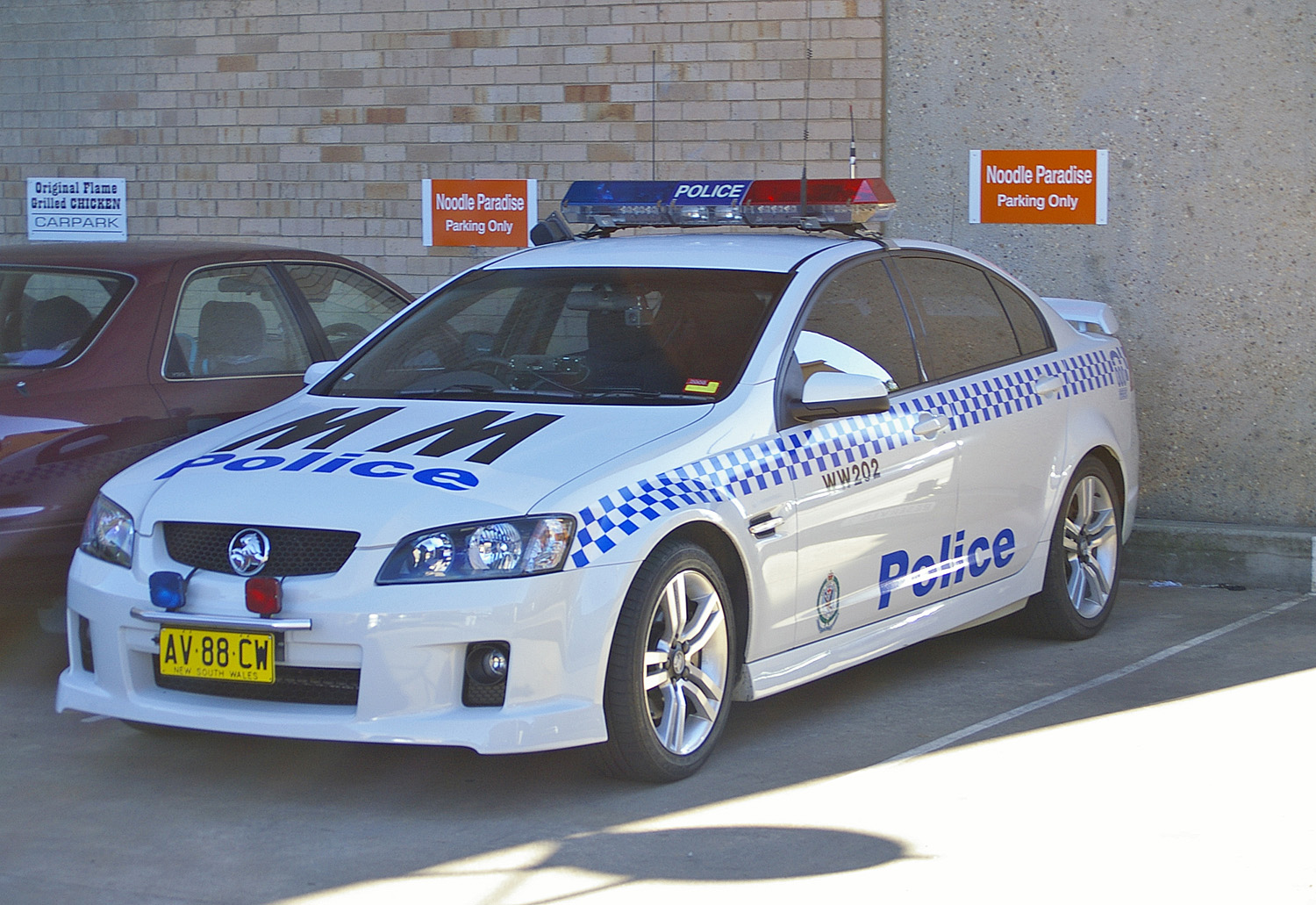
Поліцейська машина в Австралії
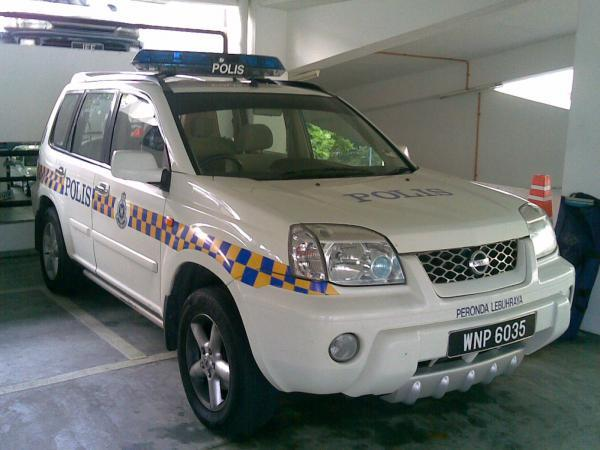
Поліцейська машина в Малайзії
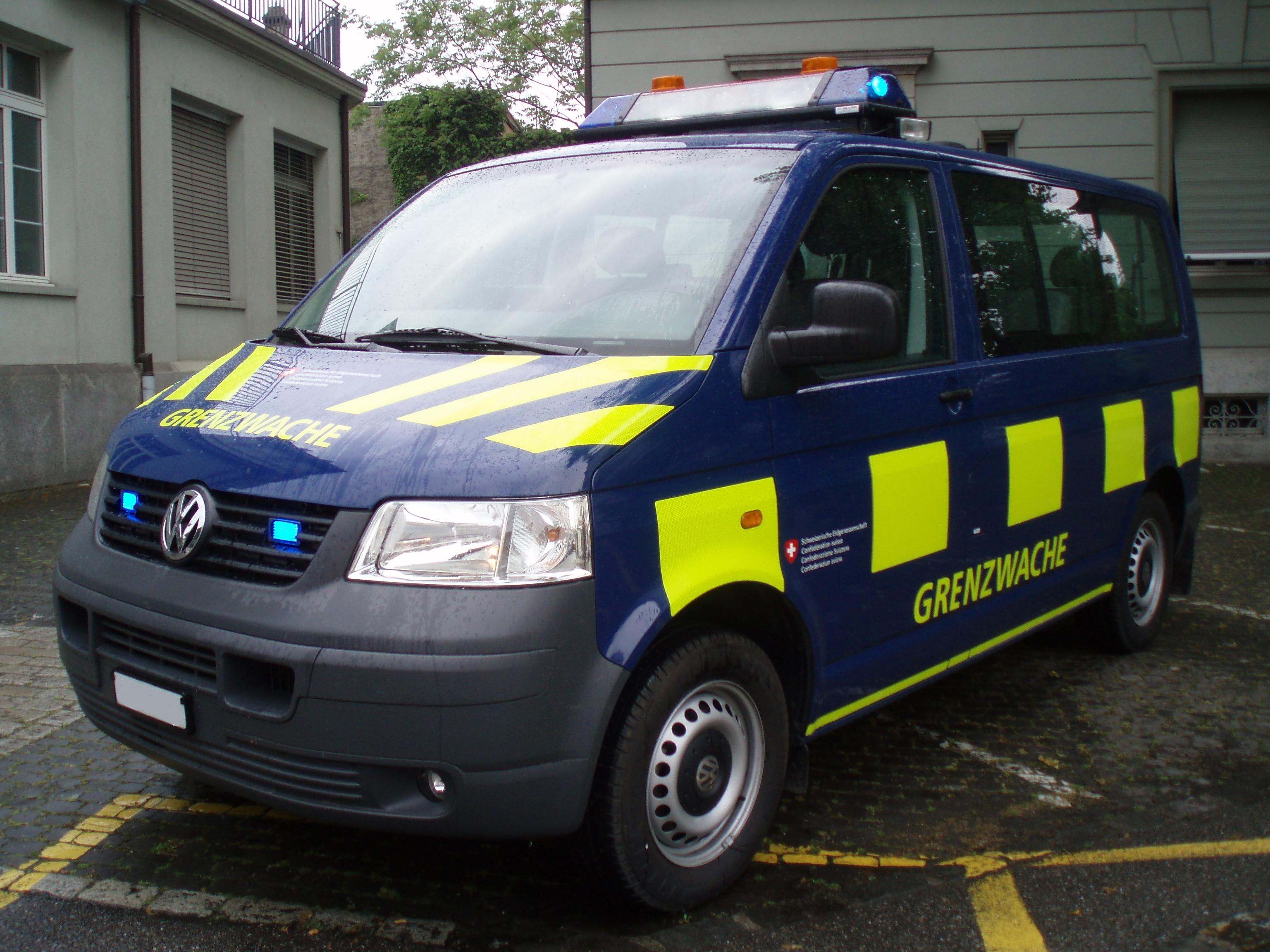
Машина Прикордонної служби Швейцарії
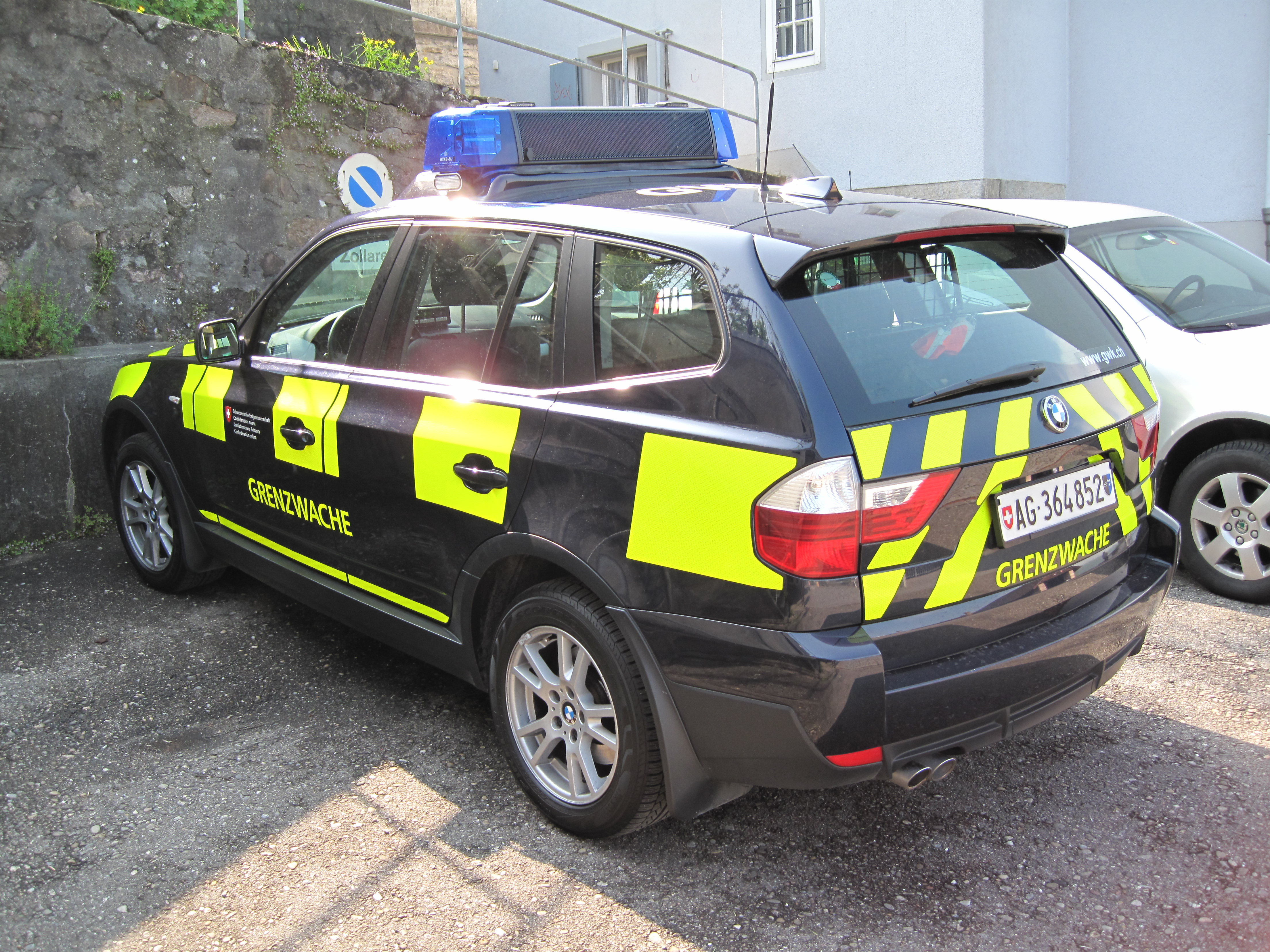
Машина Прикордонної служби Швейцарії